# شوغورو ياماموتو

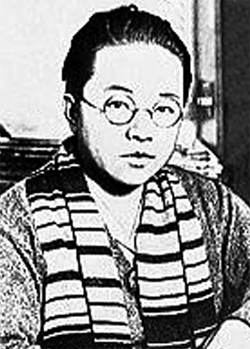

ساتومو شيميزو (22 يونيو 1903 - 14 فبراير 1967) (باليابانية: 清水三十六)، المعروف باسم شوغورو ياماموتو (باليابانية: 山本周五郎) روائي ياباني اشتهر بأدبه الشعبي ومن المعروف أنه نشر أعمالًا تحت أربعة عشر اسمًا مختلفًا على الأقل اقتبس من كتبه الكثير من الأعمال السينمائية العظيمة مثل: اللحية الحمراء ودودسكادين وسانجيرو وبعد المطر للمخرج أكيرا كوروساوا وفيلم نزل الشر للمخرج ماساكي كوبياشي وأيضاُ قتل! للمخرج كيهاتشي أوكاموتو.

## النشأة
ولد ياماموتو في ما يعرف الآن بمدينة أوتسوكي في محافظة ياماناشي، لعائلة تعيش في ظروف فقيرة. أجبره نقص المال على ترك المدرسة الثانوية، لكنه واصل تعليمه بدوام جزئي، بينما كان يعيش كحدود فوق مكتبة مستعملة. جاء اسمه المستعار من اسم المتجر الذي كان يعيش فيه.

## الأدب
كان أول ظهور لياماموتو الأدبي مع قصة قصيرة تسمى قماش سوما ديرا، ودراما مسرحية في ثلاثة أعمال، تسمى هورينجي إيكي، تم نشرهما في عام 1926. كانت أعماله الأولى تستهدف الأطفال بشكل أساسي. في عام 1932، تحول إلى القصص الشعبية للكبار مع دادارا دمبي، والتي تلقت القليل من الإشعار الجاد من العالم الأدبي، لذلك استمر في كتابة القصص البوليسية الشعبية وقصص المغامرة لجمهور الأحداث. تضمنت سلسلة من القصص القصيرة مع موضوعات الساموراي من 1940 إلى 1945، وقصصًا عن النساء البطولات التاريخيات من 1942 إلى 1945، وكلا الموضوعين مناسبان بشكل أساسي لليابان في زمن الحرب.
انتقل تفضيله للكتابات ذات الطابع التاريخي إلى حقبة ما بعد الحرب، مع تبقى أشجار التنوب وحصيرة زهرة. تتميز أعماله بتعاطف ملحوظ مع المستضعف، وكره للسلطة، وبتقدير للفضائل الشعبية التقليدية. رشح لسبعة عشر جائزة ناوكي، واحدة من أعرق اليابان الجوائز الأدبية، لكنه رفض قبولها، مشيرا بتواضع ان «الكتابات الشعبية» لا ينبغي أن تعتبر من «الأدب».
توفي ياماموتو في يوكوهاما بسبب التهاب رئوي حاد، وقبره في مقبرة كاماكورا العامة.

## تراث
الجائزة الأدبية، وجائزة ساتومو شيميزو، وقد تم تأسيسها في عام 1987 بمناسبة الذكرى العشرين لتأسيس جمعية شينشولتعزيز الفنون الأدبية (شينشو بونجي شينكو كاي). يتم منحه سنويًا لعمل جديد من الخيال يعتبر بمثابة مثال على فن سرد القصص. يحصل الفائز على هدية تذكارية ومكافأة نقدية بقيمة مليون ين.
ولا ننسا فضله لسينما.